# Walter Kieber
Walter Kieber (Feldkirch, 1931. február 20. – Vaduz, 2014. június 21.) liechtensteini ügyvéd, politikus, Liechtenstein miniszterelnöke 1974 és 1978 között.

## Élete
Walter Kieber 1931-ben született egy vasúti tisztviselő fiaként. Bregenzben nőtt fel, ahol 1937 és 1941 között általános iskolába, 1941 és 1950 között gimnáziumba járt, majd az innsbrucki egyetemen jogi tanulmányokat folytatott, és 1954-ben doktori címet szerzett. 1955-től 1959-ig Ludwig Marxer vaduzi ügyvédnél dolgozott. 1959 és 1965 között jogi tanácsadó és a liechtensteini kormány jogi szolgálatának vezetője volt. Ezt követően 1965 és 1970 között a liechtensteini kormány elnöki hivatalának vezetője volt.
1970 és 1974 között Kieber kormányfő-helyettesként tevékenykedett. Ezután 1974 és 1978 között miniszterelnök volt. Miután pártja, a Haladás Polgári Párt 1978-ban elvesztette többségét a parlamentben, II. Ferenc József herceg kérésére Kieber ismét kormányfő-helyettes lett, hogy támogassa a kormányt a még hátralévő fontos projektekben. Miután Svájccal aláírta a devizamegállapodást és befejezte a társasági jogi reformot, Kieber 1980-ban lemondott a kormányfő-helyettesi tisztségről. 1981 és 1999 között a Marxer & Partner ügyvédi irodában dolgozott. 1993-ban a Centrum Bank AG társalapítója volt Vaduzban, és 1993 és 2001 között az igazgatóság tagja volt. 1993 és 1998 között a liechtensteini ügyvédi kamara elnökeként is dolgozott. 2001-ben fiával, Daniel Kieberrel együtt Vaduzban megalapította a Kieber & Nuener - Lawyers ügyvédi irodát, amelyben nyugdíjba vonulásáig dolgozott. 2014-ben hunyt el 83 éves korában.

## Fordítás
Ez a szócikk részben vagy egészben  a   Walter Kieber című német Wikipédia-szócikk fordításán alapul.  Az eredeti cikk szerkesztőit annak laptörténete sorolja fel. Ez a jelzés csupán a megfogalmazás eredetét és a szerzői jogokat jelzi, nem szolgál a cikkben szereplő információk forrásmegjelöléseként.